# Methodios I.

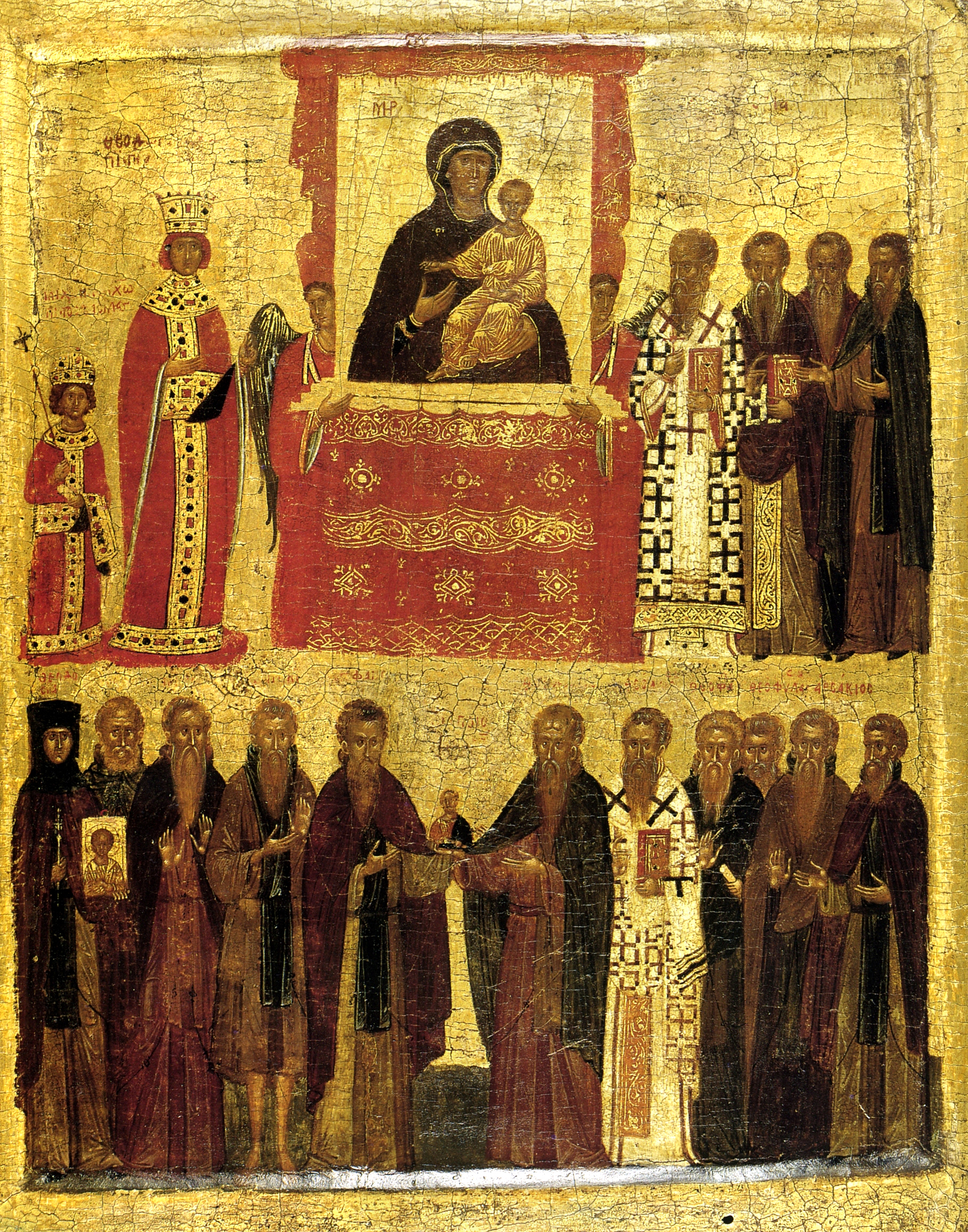
Triumph der Orthodoxie, Ikone 14./15. Jahrhundert, British Museum London, Methodios in der oberen Reihe rechts

Methodios I. (griechisch Μεθόδιος Α΄) war Patriarch von Konstantinopel (843–847). Mit ihm wurde der Bilderstreit in der orthodoxen Kirche von Konstantinopel beendet. Er wird in der orthodoxen und der katholischen Kirche als Heiliger verehrt. Gedenktag ist der 14. Juni.

## Leben
Methodios wurde in Syrakus geboren. Er ging in jungen Jahren in ein Kloster in Bithynien.
815 weilte er in Rom. 821 wurde er in Konstantinopel wegen seiner bilderfreundlichen Haltung verhaftet. 829 wurde er rehabilitiert und bekleidete ein Amt im Rechtsapparat Konstantinopels.
Am 4. März 843 wurde er Patriarch von Konstantinopel. Theodora II., die die Regentschaft für ihren dreijährigen Sohn Michael III. ausübte, hatte ihn ernennen lassen, um mit ihm die Bilderverehrung in der orthodoxen Kirche im byzantinischen Reich wieder einzuführen. Bereits am 11. März 843 wurden in einem feierlichen Gottesdienst wieder Ikonen in die Hagia Sophia in Konstantinopel gebracht. Dieses Ereignis wird seitdem in der orthodoxen Kirche als Fest der Orthodoxie begangen.
Am 14. Juni 847 starb er in Konstantinopel.